# 尾上の松
尾上の松（おのえのまつ）は地歌の曲。作者不詳。

## 概要
この曲は九州に伝わる地歌の古曲であるが、箏の手付が一般的に知られてなかったため演奏機会が少なかった。実は琴の手付けは無かったわけではなく久留米の田中通年が行っており、赤城三晃の九州系地歌の系列ではその琴の手付けが伝承されていた。その後宮城道雄が1919年（大正8年）に華麗な箏の手付を作曲し、以降急速に名曲として認知されるようになった。初演は川瀬里子と宮城道雄によって東京音楽学校にておこなわれた。
九州系地歌の独自性と、宮城道雄の近代性が融合した曲となり、従来の地歌とは異色のテクスチャーを持つ曲となっている。また箏の演奏には高度な演奏技術が要求されることで知られている。

## 歌詞
やらやらめでたやめでたやと、歌いうち連れ尉と姥、

その名も今に高砂の、尾上の松も年経りて、老いの波も寄り来るや、木の下蔭の落葉かく、

なるまで命ながらえて、なおいつまでか生きの松、千枝に栄えて色深み、箏の音通う松の風、太平楽の調べかな。

豊かに澄める日の本の、恵みは四方に照り渡る、神の教えの跡たれて、

尽きじ尽きせぬ君が御代、万歳祝う神神楽、みしみんの前に八乙女の、

袖振る鈴や振り鼓、太鼓の音も笛の音も、手拍子揃えていさぎよや。

あら面白やおもしろや、とぎさぬ御代に相生の、

松の緑みどりも春来れば、今ひとしほに色増さり、深く契りて千歳経る、

松の齢も今日よりは、君に引かれて万代を、春に栄えん君が代は、万々歳と舞い歌ふ。

## 演奏例
都山流尺八手付（一部改変）